# Ata Maleque Juveini

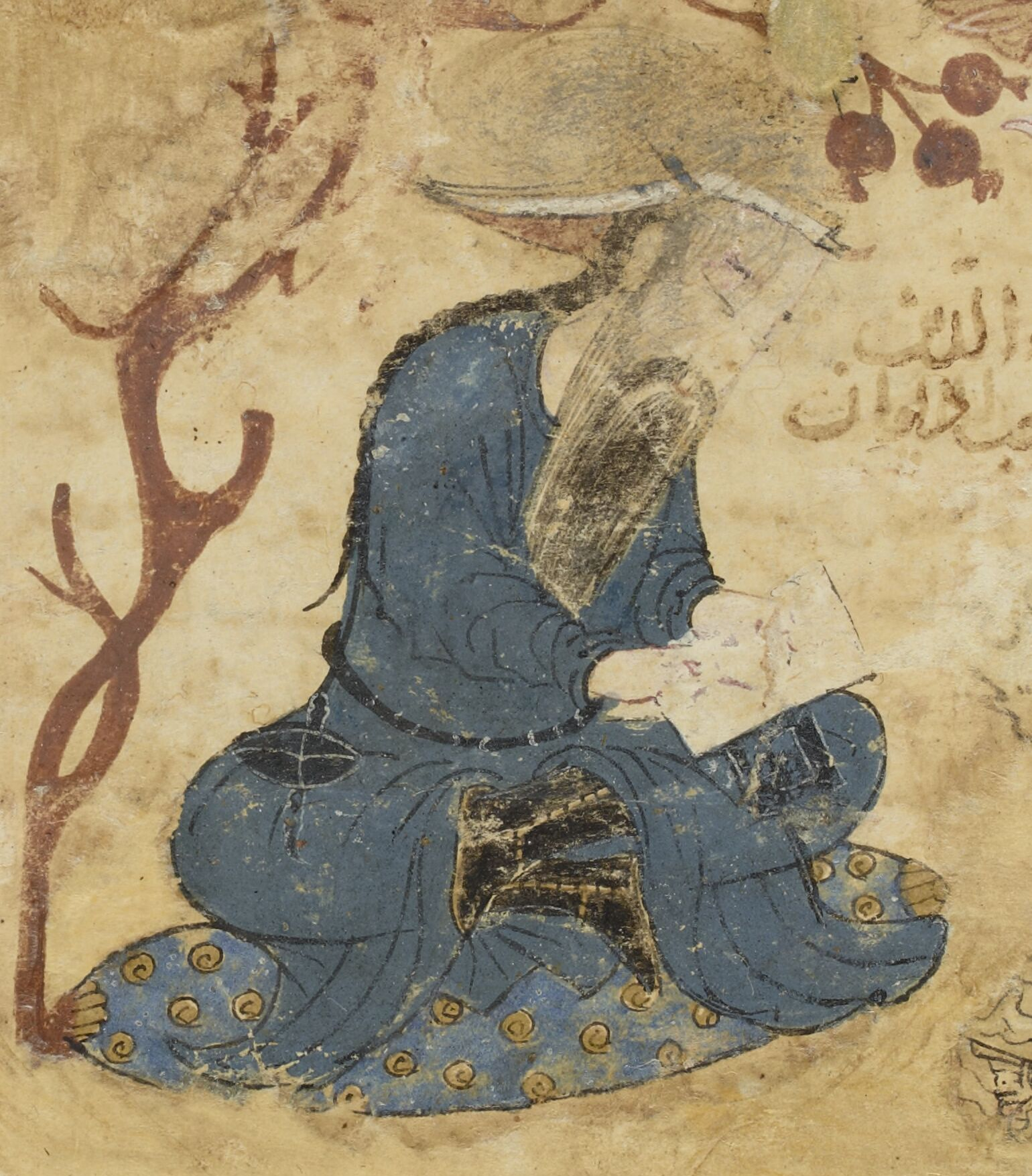
Ata Maleque Joveini

Aladim Ata Maleque Joveini (em persa: علاءالدین عطاءالل; romaniz.: ʿAlāʾ al-Dīn ʿAṭā Malek Joveynī), melhor conhecido apenas como Ata Maleque Joveini (em persa: عطاملک جوینی; romaniz.: Aṭā Malek Joveynī; 1226, Joveim, Grande Coração - 1283, Azerbaijão, Pérsia), foi um historiador persa do século XIII, um dos primeiros da historiografia persa a florescer no tempo da dominação mongol da Pérsia (1220–1336).